# Gymnoscelis harterti
Gymnoscelis harterti är en fjärilsart som beskrevs av Rothschild 1915. Gymnoscelis harterti ingår i släktet Gymnoscelis och familjen mätare. Inga underarter finns listade i Catalogue of Life.